# Katarina av Bulgarien
Katarina av Bulgarien, född okänt år, död okänt år (efter 22 november 1059), var en bysantinsk kejsarinna, gift med kejsar Isak I Komnenos. Hon var dotter till tsar Ivan Vladislav av Bulgarien och dennes maka Maria. 
Den 22 november 1059 abdikerade maken och gick i kloster. Katarina försökte förhindra honom att göra detta med hänvisning till vad som skulle kunna hända henne och deras dotter om han övergav dem för ett liv i kloster. Då hon inte lyckades, övertalade hon honom dock att utse nästa kejsare själv, så att det blev en person de kunde lita på, och han kallade då på sin efterträdare Konstantin och meddelade denne att han hade valt ut honom till näste kejsare på sin familjs uppmaning, och att han anförtrodde honom deras välfärd. Trots detta gick dock även Katarina och hennes dotter i kloster strax efter maken.  